# Stefan Binder (Germanist)
Stefan Binder  (* 30. Juni 1907 in Alma, Kreis Sibiu; † 13. August 1997 in Timișoara) war ein rumäniendeutscher Germanist und Förderer der Banater Mundartforschung.

## Leben und Wirken
Stefan Binder besuchte das Gymnasium in Bukarest und studierte von 1925 bis 1932 in Paris, Berlin und Cluj-Napoca Germanistik und Rumänistik. Nach dem Examen promovierte er 1932 in Berlin zum Dr. phil. mit einer Arbeit über „‚Kind‘, ‚Knabe‘, ‚Mädchen‘ im Dakorumänischen.“ Ein Beitrag zur Onomasiologie.
Binder unterrichtete ab 1935 Fremdsprachen in Bukarest, Gheorgheni und Timișoara und wurde im September 1948 Direktor und Deutschlehrer an der Deutschen Pädagogischen Lehranstalt in Timișoara. Vom September 1954 bis September 1956 war Binder Professor für Unterrichtsmethodik und Lehrstuhlinhaber für Methodik am „Interregionalen Institut zur Fortbildung der Lehrkräfte“ in Timișoara. Vom September 1956 bis September 1962 bekleidete er die Stelle eines Dozenten für deutsche Gegenwartssprache und war Inhaber des Lehrstuhls für deutsche Sprache an der im September neu gegründeten Pädagogischen Hochschule in Timișoara. Aus ihr ging 1962 die Universität Temeswar hervor, wo Stefan Binder 1963 Professor für deutsche Sprache und Literatur und Lehrstuhlinhaber wurde. Von 1970 bis zu seiner Emeritierung am 1. November 1972 war Binder Ordentlicher Universitätsprofessor und erhielt 1971 die Berechtigung, Doktoranden im Bereich Germanistik zu betreuen, wobei er der rumäniendeutschen Sprach- und Literaturforschung den Vorrang gab. Bei ihm promovierten über Themen zur rumäniendeutschen Literatur Herbert Bockel 1979 und Annemarie Podlipny-Hehn 1988. Walter Engel beendete seine bei Stefan Binder begonnene Dissertation in Heidelberg, wo er 1982 promovierte. Im Bereich der Banater Dialektologie leitete Binder die Dissertationen von Hans Gehl und Peter Kottler.
Seit 1973, als Binder von der Rumänischen Akademie zum Mitglied des Landeskomitees für den „Europäischen Sprachatlas“ ernannt wurde, sammelte und bearbeitete er für dieses Projekt Antworten auf über 500 Fragen für die Ortspunkte Nitzkydorf (Banat) und Birthälm (Siebenbürgen). Nach seiner Emeritierung blieb Stefan Binder beratender Professor für deutsche Sprache und Literatur an der Universität in Timișoara.
Stefan Binder war Vorsitzender der Sachverständigenkommission, die 1959 für die Securitate die literarischen Arbeiten der fünf verhafteten Autoren Wolf von Aichelburg, Hans Bergel, Andreas Birkner, Georg Scherg und Harald Siegmund begutachtete, die im Kronstädter Schriftstellerprozess von einem Militärgericht verurteilt wurden.
Zu den großen Forschungsvorhaben des Germanistiklehrstuhls in Timișoara unter der Leitung von Stefan Binder zählten eine „Geschichte der deutschen Dichtung in Rumänien“, die von ihm für die Zeitspanne 12. Jahrhundert bis zur Mitte des 20. Jahrhunderts im Jahre 1972 abgeschlossen wurde, ein „Wörterbuch der deutschen Mundarten des Banats“ und eine „Grammatik der Banater deutschen Mundarten.“
Bereits 1957 legte ein Arbeitskreis für Mundartforschung bestehend aus den Lehrkräften Stefan Binder, Johann Wolf, Maria Pechtol und Hans Weresch die Grundlagen für ein Banater Mundartwörterbuch. Erste Untersuchungen und Aufsätze der Studenten über ihre Heimatmundart wurden später vielfach zu Examensarbeiten ausgebaut.

## Mitgliedschaften
- Mitglied der Rumänischen Akademie
- Gesellschaft für philologische Wissenschaften
- Rumänische Gesellschaft für romanische Philologie
- Rumänisches Nationalkomitee für den Europäischen Sprachatlas

## Publikationen
- „Kind“, „Knabe“, „Mädchen“ im Dakorumänischen. Ein Beitrag zur Onomasiologie. Teil 1: Die nördlichen Dialekte.
- Lesebuch für die VI. Klasse, Bukarest 1953
- Deutsche Sprachlehre und Rechtschreibung für die V.-VII. Klasse, Bukarest 1954
- Deutsche Sprache, Sprachlehre und Rechtschreibung, Bukarest 1955
- Methodik der deutschen Sprache für die I.-IV. Klasse der Elementarschule, Bukarest 1955
- Auswahl deutscher Texte von den ältesten Zeiten bis ins 17. Jahrhundert, Timișoara 1958, zwei Bände
- Die deutsche Sprache der Gegenwart. Einleitung, Phonetik, Timișoara 1969
- Die deutsche Sprache der Gegenwart. Lexikologie, Timișoara 1970
- Die Satzbaupläne. Theoretisches und Methodisches im Bereich Deutsch als Fremdsprache, Bukarest 1978